# АНО 2011
„АНО 2011“ (на чешки: ANO 2011) е центристка консервативнолиберална политическа партия в Чехия, основана през 2012 година.
Създадена от бизнесмена Андрей Бабиш, тя няма ясно изразена идеология, заемайки прагматични популистки позиции, първоначално с антикорупционна насоченост. Присъединява се към европейската партия Алианс на либералите и демократите за Европа. На изборите през 2013 година се класира втора с 19% от гласовете и се включва в коалиционно правителство с Чешка социалдемократическа партия и Християнски и демократичен съюз - Чехословашка народна партия. През 2017 година е първа с 30% от гласовете и съставя самостоятелно правителство на малцинството, към което по-късно се присъединяват и социалдемократите.